# Bjärken (Tidersrums socken, Östergötland)
Bjärken är en sjö i Kinda kommun i Östergötland och ingår i Motala ströms huvudavrinningsområde. Sjön har en area på 0,261 kvadratkilometer och ligger 193,1 meter över havet.

## Delavrinningsområde
Bjärken ingår i det delavrinningsområde (641884-148270) som SMHI kallar för Ovan 642239-148157. Medelhöjden är 212 meter över havet och ytan är 20,13 kvadratkilometer. Det finns inga avrinningsområden uppströms utan avrinningsområdet är högsta punkten. Vattendraget som avvattnar avrinningsområdet har biflödesordning 4, vilket innebär att vattnet flödar genom totalt 4 vattendrag innan det når havet efter 168 kilometer. Avrinningsområdet består mestadels av skog (74 procent) och jordbruk (11 procent). Avrinningsområdet har 0,26 kvadratkilometer vattenytor vilket ger det en sjöprocent på 1,3 procent.